# Segorbe (kommunhuvudort)
Segorbe är en kommunhuvudort i Spanien.   Den ligger i provinsen Província de Castelló och regionen Valencia, i den östra delen av landet, 280 km öster om huvudstaden Madrid. Segorbe ligger 340 meter över havet och antalet invånare är 8 371.
Terrängen runt Segorbe är kuperad åt nordväst, men åt sydost är den platt. Segorbe ligger nere i en dal.Runt Segorbe är det ganska tätbefolkat, med 58 invånare per kvadratkilometer. Segorbe är det största samhället i trakten. 